# 울주 용화사 산신도
용화사 산신도(龍華寺 山神圖)는 울산광역시 울주군 온양읍 용화사에 있는 조선시대의 산신도이다. 2010년 12월 23일 울산광역시의 문화재자료 제19호로 지정되었다.

## 개요
수명장수와 현세의 복을 구하기 위해 그려지는 산신도는 불교와 우리민족의 토속신앙인 산신신앙의 내용을 도설하고 있는 불화이다. 그림의 내용은 산신을 중심으로 그의 화신인 호랑이가 그려지며, 산신을 시봉하는 동자들이 묘사되기도 한다. 사찰에는 산신각, 산왕각, 삼성각 등에 봉안되었다.
울주군 용화사에 봉안된 산신도는 가로 68.7cm, 세로 52.5cm의 규모로 비단위에 그려진 채색화이다.
깊은 산골짜기를 먼 배경으로 화면 좌측에 약간 치우쳐 그려진 노인모습의 산신이 있다. 손을 뻗어 호랑의 머리를 쓰다듬고 있는데 부리부리한 매서운 눈과 흰 이빨을 드러내며 웅크리고 앉은 호랑이와 무표정하게 호랑이를 제압하는 산신 표정과는 자못 대조된다. 채색은 붉은 색과 녹색을 위주로 그려지고, 흰색과 군청을 보조색으로 사용하였으며, 탕건이나 수염, 얼굴, 장삼 등의 섬세한 필치, 민화풍의 노송과 준(峻)을 넣은 암반의 표현 등은 단연 돋보인다.
화면 아래 적힌 화기의 내용을 통해 도광(道光) 이십사년 갑진(甲辰), 즉 1844년에 제작되었음을 알 수 있으며, “白雲”의 내용으로 보아 울주 인근 백운산의 한 사찰에 봉안되어 있었던 것으로 이곳 용화사에 이봉(移奉)된 것임을 짐작할 수 있다.
비록 작가는 알 수 없으나 그림의 제작 연도가 확실하고 섬세한 인물의 묘사, 색채, 민화풍의 배경 묘사 등 시대적 특징이 잘 드러난 탁월한 작품으로 조선후기 불교미술 연구에 좋은 자료이다.

## 참고 자료
- 용화사 산신도 - 국가유산청 국가유산포털